# Gurken (Salzburg)

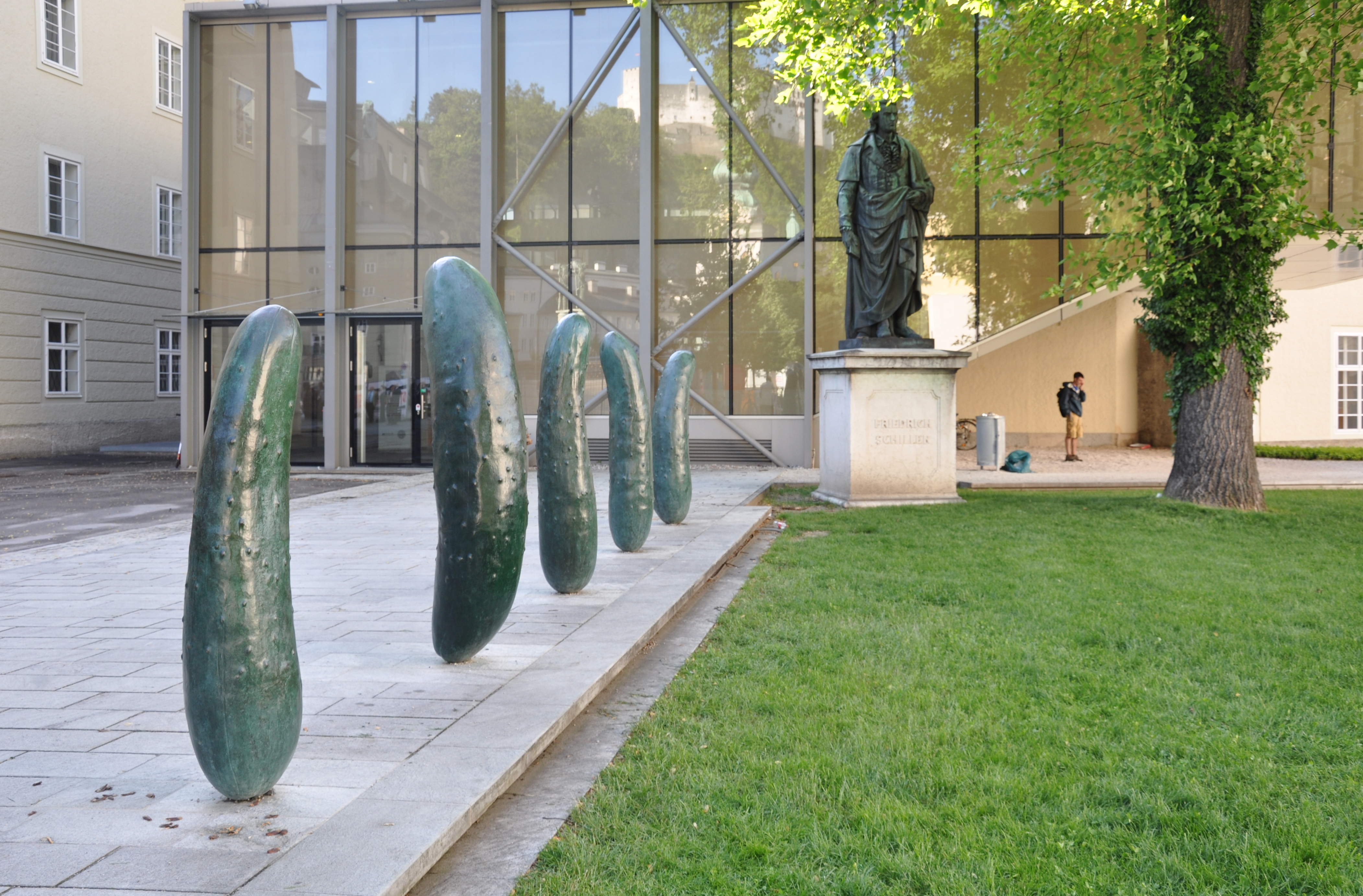
Gurken

Gurken ist ein aus fünf einzelnen Skulpturen bestehendes Kunstwerk im Wilhelm-Furtwängler-Garten in der Altstadt von Salzburg. Es wurde im Rahmen des „Kunstprojektes Salzburg“ 2011 vom österreichischen Künstler Erwin Wurm geschaffen.

## Das Kunstwerk
Das zehnte Werk für das „Kunstprojekt Salzburg“ besteht aus fünf, etwa zwei Meter hohen Skulpturen, die auf der Spitze stehende Gurken symbolisieren.
Erwin Wurm hatte schon zuvor im Jahr 2010 im Museum der Moderne Salzburg ein „Selbstportrait als Essiggurkerl“ inszeniert. Für das Kunstprojekt Salzburg wählte er erneut die Gurke zum Motiv und macht damit aus einem banalen Alltagsgegenstand ein Kunstobjekt. Für Wurm war vor allem der Mensch in seiner Einzigartigkeit ein wichtiger Bezugspunkt. „Die Faszination an der Vielfalt der Formen, die man nicht ausschöpfen kann, weil keine der anderen gleicht – das hat schon was“, so der Künstler. Diese Individualität, aber doch auch Einheit zeigt er in seinem Werk anhand der Gurken: „Jede Gurke ist individuell verschieden, aber doch sofort als Gurke erkennbar und einem Ganzen zuordenbar … ähnlich den Menschen.“ Sowohl beim Menschen als auch bei einer Gurke sind die Formen unterschiedlich: groß oder klein, dick oder dünn, rau oder glatt und schmal oder gedrungen. Wurm vergrößerte die Gurken auf menschliche Größe und lässt sie dabei scheinbar direkt aus dem Asphaltboden wachsen. Dadurch inszeniert er sie als Wesen von individuellem Wert. Die Interpretation des Kunstwerkes lässt Erwin Wurm offen – sie liegt zwischen kritischer Ironie und humorvollem Augenzwinkern.
Erwin Wurm ist als Meister des hintergründigen, skurrilen Humors bekannt. Er verwirklichte neben „Gurken“ schon einige andere Aktionen und Projekte im öffentlichen Raum, so etwa 2006 das umgedrehte Einfamilienhaus auf dem Dach des MUMOK in Wien. Indem er das Medium Skulptur an seinen Grenzen auslotet, hat er sich fest in der internationalen Kunstszene etabliert. Bei ihm finden Alltagsobjekte wie Autos, Häuser oder eben Gurken in seinen Werken Platz und stellen oft einen Vergleich zum Menschen dar. Erwin Wurm stellt mit dem Hinterfragen des Skulpturbegriffs immer wieder gesellschaftliche Entwicklungen zur Diskussion. Bei dem Künstler können alle Gegenstände zu Kunst werden und entlockt ihnen damit neue Sinnebenen, auch den Salzburger „Gurken“.

## Hintergrund
Dieses Kunstwerk ist auf eine Initiative der Salzburg Foundation zurückzuführen. Diese wurde 2001 als Privatinitiative gegründet und versteht sich als eine moderne Form des Mäzenatentums. Bei diesem Projekt, welches keine öffentlichen Subventionen erhält, geht es darum, internationale Künstler für die Stadt Salzburg zu begeistern und sie zu animieren, ein spezifisches Kunstwerk für einen Platz ihrer Wahl zu schaffen. Der Einladung folgten Künstler wie Manfred Wakolbinger, Anselm Kiefer, Mario Merz, Marina Abramović, Markus Lüpertz, James Turrell, Stephan Balkenhol, Christian Boltanski, Jaume Plensa, Brigitte Kowanz, Tony Cragg und eben auch Erwin Wurm.
Dieses Projekt wurde von der Würth-Gruppe finanziert. Das Kunstwerk befindet sich seit 2013 auch in deren Besitz.